# Martin Mayer (Architekt)
Martin Mayer (* 25. März 1878 in Ellwangen; † 31. Mai oder 1. Juni 1925 (Pfingsten) bei Mittenwald) war ein deutscher Architekt, der als ranghoher Baubeamter im Dienst der Königlich Württembergischen Staats-Eisenbahnen stand.

## Leben
Mayer war ein Sohn des Stuttgarter Stadtbaurats Emil Mayer (1845–1910). Er studierte ab Herbst 1896 an der Technischen Hochschule Stuttgart. In den Semesterferien zeichnete er für die Schriftenreihe „Die Kunst- und Altertumsdenkmale im Königreich Württemberg“.
Nach beruflichen Stationen in Berlin und Hamburg war Mayer seit 1910 als Hochbaudezernent bei der Generaldirektion der Königlich Württembergischen Staats-Eisenbahnen in Stuttgart tätig, wo er maßgeblich an der Entwicklung der württembergischen Eisenbahn-Hochbauten beteiligt war. Er stand zuletzt im Rang eines Oberregierungsbaurats.
Martin Mayer starb bei einer Wanderung in den Bergen nahe Mittenwald und wurde auf dem Pragfriedhof in Stuttgart bestattet.

## Denkmalpflege und Heimatschutz
Als Mitglied des 1908 gegründeten Württembergischen Bunds für Heimatschutz vertrat er auch in Vorträgen und Veröffentlichungen die Anliegen Denkmalschutz und – bei Bauen im Bestand – die Wahl heimischer Baustoffe und eines in der jeweiligen Landschaft und Tradition verorteten Stils. Ebenfalls in Vorträgen und Publikationen setzte sich Mayer ein für eine enge Zusammenarbeit von Ingenieur und Architekt bei der Entwicklung von Betonbauten, insbesondere -brücken, mit dem Ziel, diesen Bauten eine umgebungsverträgliche Gestalt und Oberfläche zu geben, letzteres durch die Beimischung von Steinmaterial und/oder einer steinmetzmäßigen Oberflächenbearbeitung.

## Bauten und Entwürfe
Nach Planung Mayers wurden Wohnhäuser für Bahnbedienstete, Eisenbahnbrücken, Bahnhofsempfangsgebäude und Bahnpost-Dienstgebäude gebaut, u. a. 1911–1914 die Rosensteinbrücke genannte Eisenbahnbrücke über den Neckar zwischen Stuttgart und Bad Cannstatt und der am linken Neckarufer anschließende neue Rosensteintunnel. Von 1913 bis 1916 entstanden die Bahnhöfe Stuttgart-Bad Cannstatt (Bahnhofstraße 30) und Obertürkheim (seit 1922 Stadtteil Stuttgarts) sowie von 1917 bis 1923 die Bahnpostdienstgebäude in Obertürkheim (Bahnhof 4), Gerabronn (Schulstraße 1), Backnang (Bahnhofstraße 8), Tübingen (Europaplatz 2/1) und Langenburg (Hauptstraße 125). Von all diesen war das 1911–1914 erbaute Verwaltungsgebäude der Eisenbahn-Generaldirektion (nach 1920: Reichsbahndirektion Stuttgart), Heilbronner Straße 7 in Stuttgart, Mayers größter Bau. Einige von Mayers Bauten sind den Veränderungen im Umfeld des Stuttgarter Hauptbahnhofs zum Opfer gefallen, zuletzt 2012/2013 drei Flügel der ehemaligen Eisenbahndirektion, um den Bau des Haupttunnels für den geplanten Stuttgart-21-Durchgangstiefbahnhof zu erleichtern.

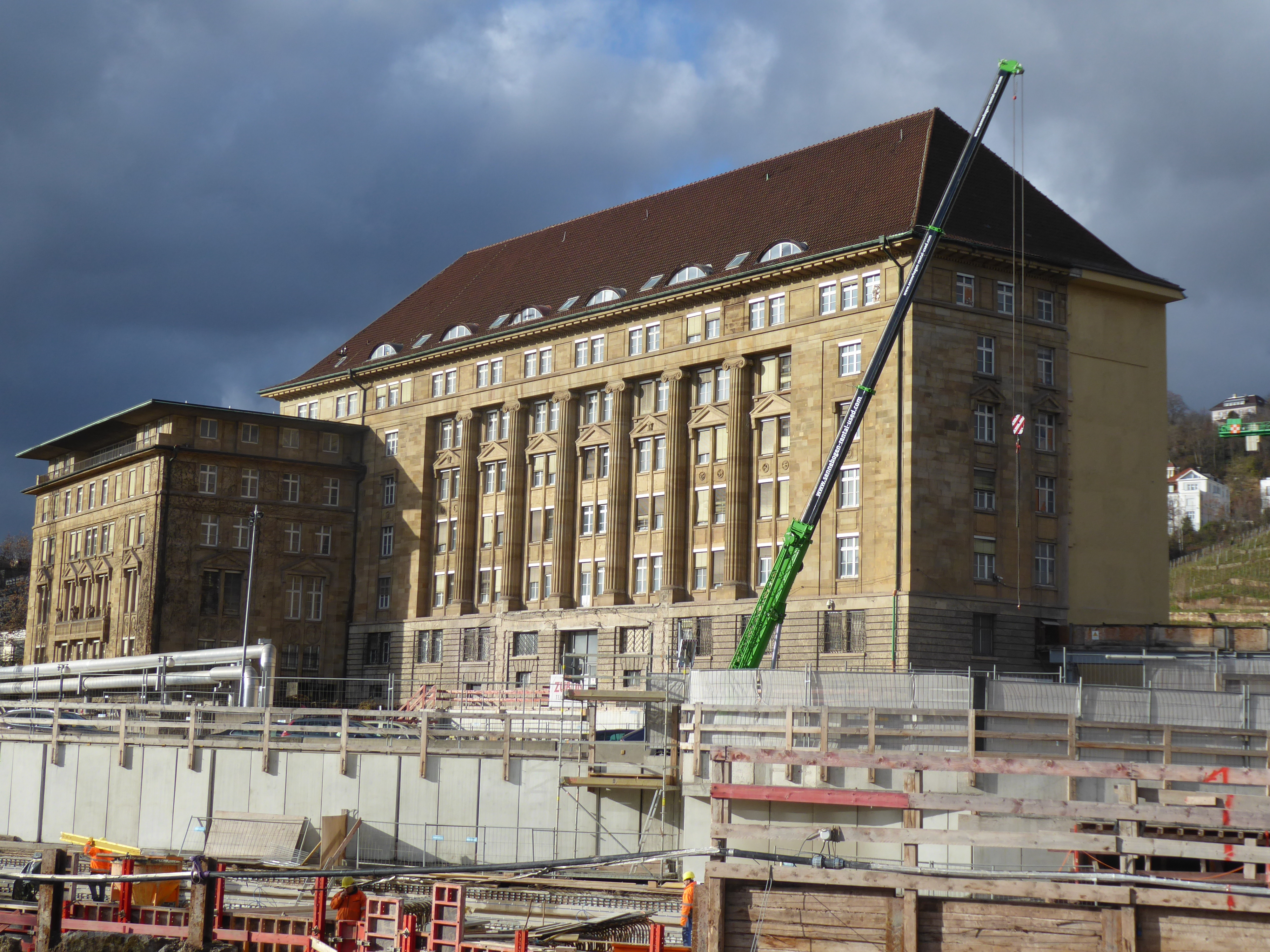
Gebäude der ehem. Eisenbahndirektion nach Abbruch von drei Flügeln, Zustand 2017

### Charakteristik

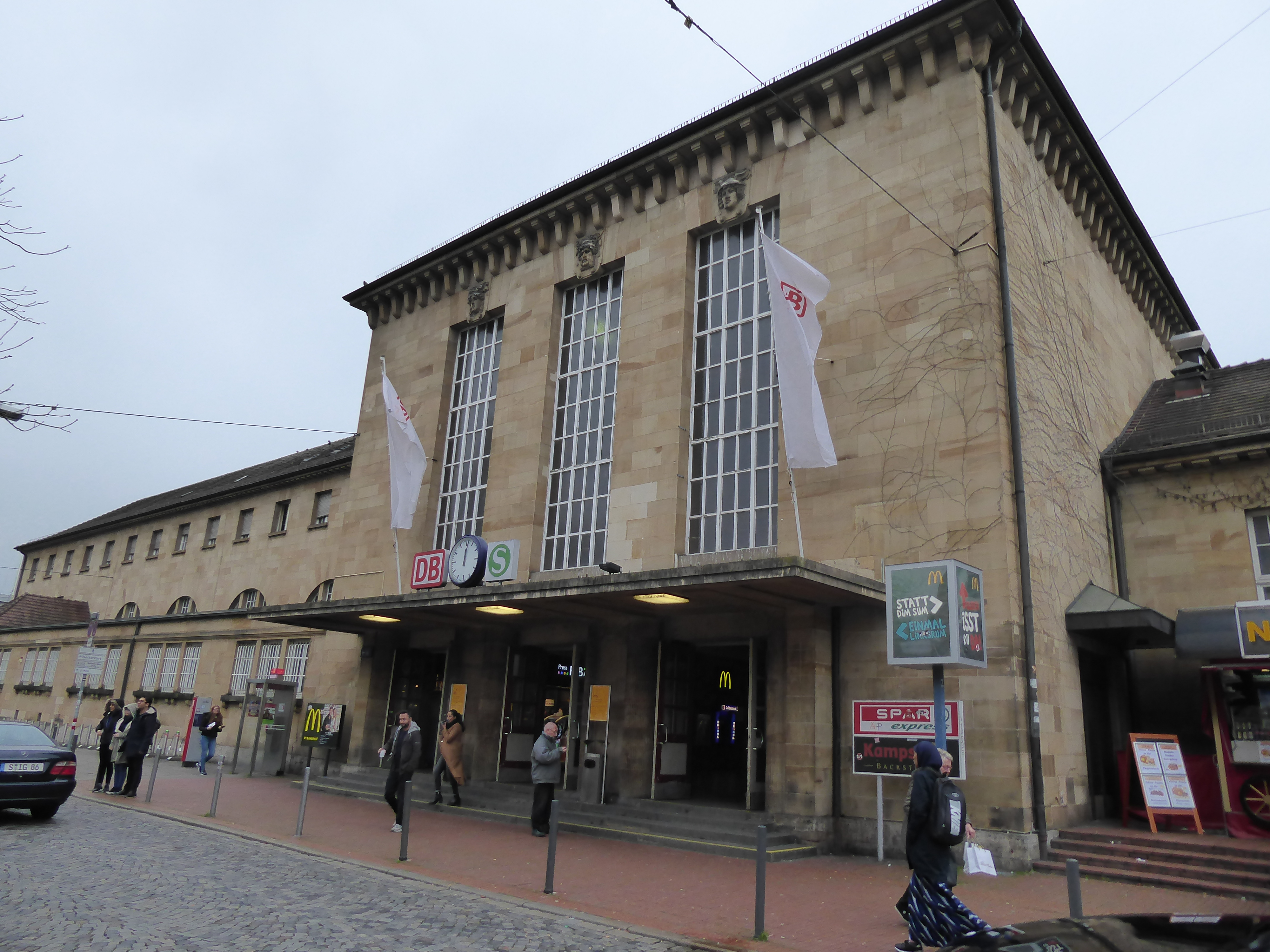
Bahnhof in Stuttgart-Bad Cannstatt

Für Wohnbauten und öffentliche Bauten in Klein- und Mittelstädten wählte Mayer meist eine Gestaltung im Heimatstil. Gliederungen im Neoklassizismus, damals für großstädtische Verwaltungs- und Geschäftsbauten üblich, wählte er z. B. für das Verwaltungsgebäude der Eisenbahndirektion, hier aufwändig mit ionischen Kolossal-Pilastern, und für den Bahnhof Bad Cannstatt, dort eher zurückhaltend bis sachlich.